# Cyril Nana

a Compétitions nationales et continentales officielles uniquement.

b Matchs officiels uniquement.
Dernière mise à jour le 12 janvier 2012.
Cyril Nana Njilem, né le 17 avril 1977 au Cameroun, est un joueur de rugby belge évoluant au poste de deuxième ligne ou de troisième ligne centre dans le club bruxellois du RSC Anderlecht. Il est, depuis son retour dans son club de formation, capitaine de l'équipe fanion.

## Biographie
Initialement formé au RSC Anderlecht en Belgique où il commence le rugby sur le tard à l'âge de 24 ans, ce lutteur interpelle très vite les observateurs grâce à son physique impressionnant[réf. nécessaire]. De 2006 à 2009, il évolue avec le Lille métropole rugby, en Fédérale 1 et est régulièrement appelé en équipe nationale.